# Bảo tàng Khu vực ở Świebodzin
Bảo tàng Khu vực ở Świebodzin (tiếng Ba Lan: Muzeum Regionalne w Świebodzinie) là một bảo tàng tọa lạc tại số 12 Quảng trường John Paul II, Świebodzin, Ba Lan. Các bộ sưu tập của Bảo tàng đang được trưng bày trong một số phòng của Tòa thị chính Świebodzin.

## Lịch sử hình thành
Bảo tàng Khu vực ở Świebodzin được thành lập vào năm 1971 theo khởi xướng của Hội những người bạn của Vùng Świebodzin. Địa điểm này không phải là cơ sở đầu tiên thuộc loại hình này trong thị trấn vì trước đây (trong giai đoạn 1903-1945), thị trấn từng sở hữu các bộ sưu tập được chuyển đổi thành Bảo tàng Địa phương, nhưng các bộ sưu tập của bảo tàng này đã bị phân tán trong Chiến tranh thế giới thứ hai.

## Triển lãm
Bộ sưu tập của Bảo tàng Khu vực ở Świebodzin hiện đang chiếm sáu phòng của Tòa thị chính Świebodzin, trong đó Bảo tàng tổ chức hai cuộc triển lãm thường trực:
- "Thiên nhiên của Vùng Lubuskie": giới thiệu sự phong phú của hệ động vật và thực vật ở địa phương
- "Lịch sử của thị trấn và khu vực": trưng bày các hiện vật và kỷ vật có liên quan đến lịch sử của thị trấn và khu vực từ thời Trung cổ đến những năm Świebodzin được xây dựng lại sau Chiến tranh thế giới thứ hai

Từ năm 1986, khách tham quan có thể chiêm ngưỡng toàn cảnh thị trấn từ tháp tòa thị chính.

## Giờ mở cửa
Bảo tàng Khu vực ở Świebodzin hoạt động quanh năm, mở cửa tất cả các ngày trong tuần. Khách tham quan phải trả phí vào cửa.